# The Pretty Toney Album
Albums de Ghostface Killah
Shaolin's Finest
(2003) FishScale
(2006)
The Pretty Toney Album est le quatrième album studio de Ghostface Killah, sorti le 20 avril 2004 (sous le nom de Ghostface).
L'album s'est classé 4e au Top R&B/Hip-Hop Albums et 6e au Billboard 200.

## Liste des titres
| No  | Titre                                             | Contient un (des) sample(s) de                                             | Durée |
| --- | ------------------------------------------------- | -------------------------------------------------------------------------- | ----- |
| 1.  | Intro                                             | Tobacco Road de Tommy Youngblood                                           | 2:28  |
| 2.  | Biscuits (featuring Trife da God)                 | I Can't Stand Up for Falling Down de Sam & Dave                            | 3:24  |
| 3.  | Kunta Fly Shit                                    | Survival d'Annette Peacock                                                 | 1:00  |
| 4.  | Beat the Clock                                    | Since I Fell for You de Laura Lee                                          | 2:49  |
| 5.  | Metal Lungies (featuring Sheek Louch et Styles P) | Nobody Knows du SCLC Operation Breadbasket Orchestra and Choir             | 3:07  |
| 6.  | Bathtub (skit)                                    |                                                                            | 1:35  |
| 7.  | Save Me Dear                                      | (You) Got What I Need de Freddie Scott Long Red de Mountain                | 3:02  |
| 8.  | It's Over                                         | I'm Afraid the Masquerade Is Over de David Porter                          | 4:10  |
| 9.  | Keisha's House (skit)                             | Stranded in a Dream d'Eddie Holman                                         | 1:04  |
| 10. | Tush (featuring Missy Elliott)                    | Naked Truth de The Best of Both Worlds                                     | 3:24  |
| 11. | Last Night (skit)                                 | Last Night Changed It All (I Really Had a Ball) d'Esther Williams          | 2:31  |
| 12. | Holla (featuring Allah Real)                      | La-La Means I Love You des Delfonics                                       | 3:19  |
| 13. | Ghostface                                         |                                                                            | 2:38  |
| 14. | Be This Way                                       | (We'll Always Be) Together de Billy Stewart Funky Sensation de Gwen McCrae | 4:09  |
| 15. | The Letter (skit)                                 | Sunday de Sylvia Robinson                                                  | 1:21  |
| 16. | Tooken Back (featuring Jacki-O)                   | Take Me Back de Emotions                                                   | 5:03  |
| 17. | Run (featuring Jadakiss)                          | Hogin' Machine de Les Baxter                                               | 3:19  |
| 18. | Love                                              | Statue of a Fool de David Ruffin                                           | 3:38  |